# 古腾堡博物馆
|  |

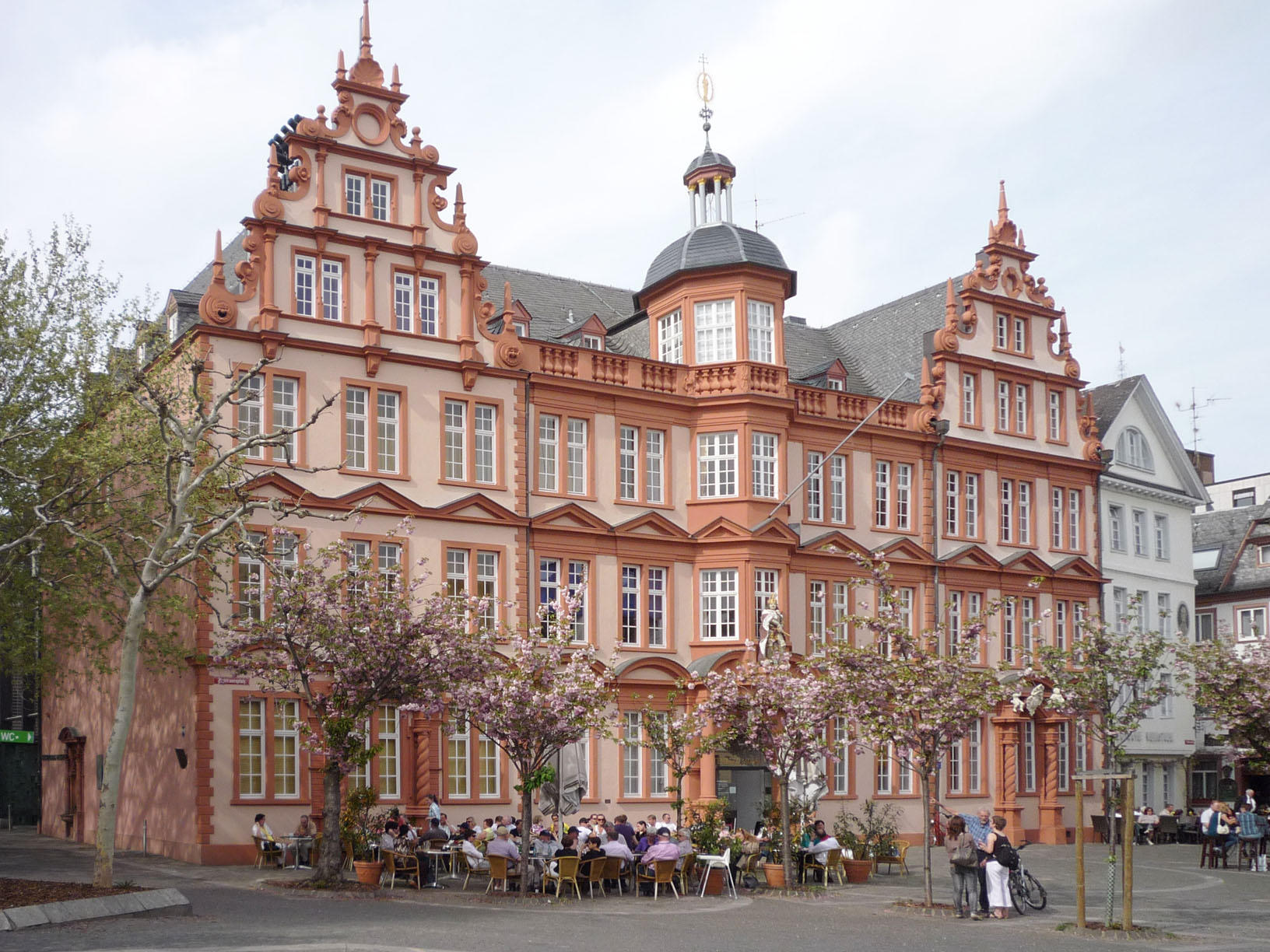
古腾堡博物馆

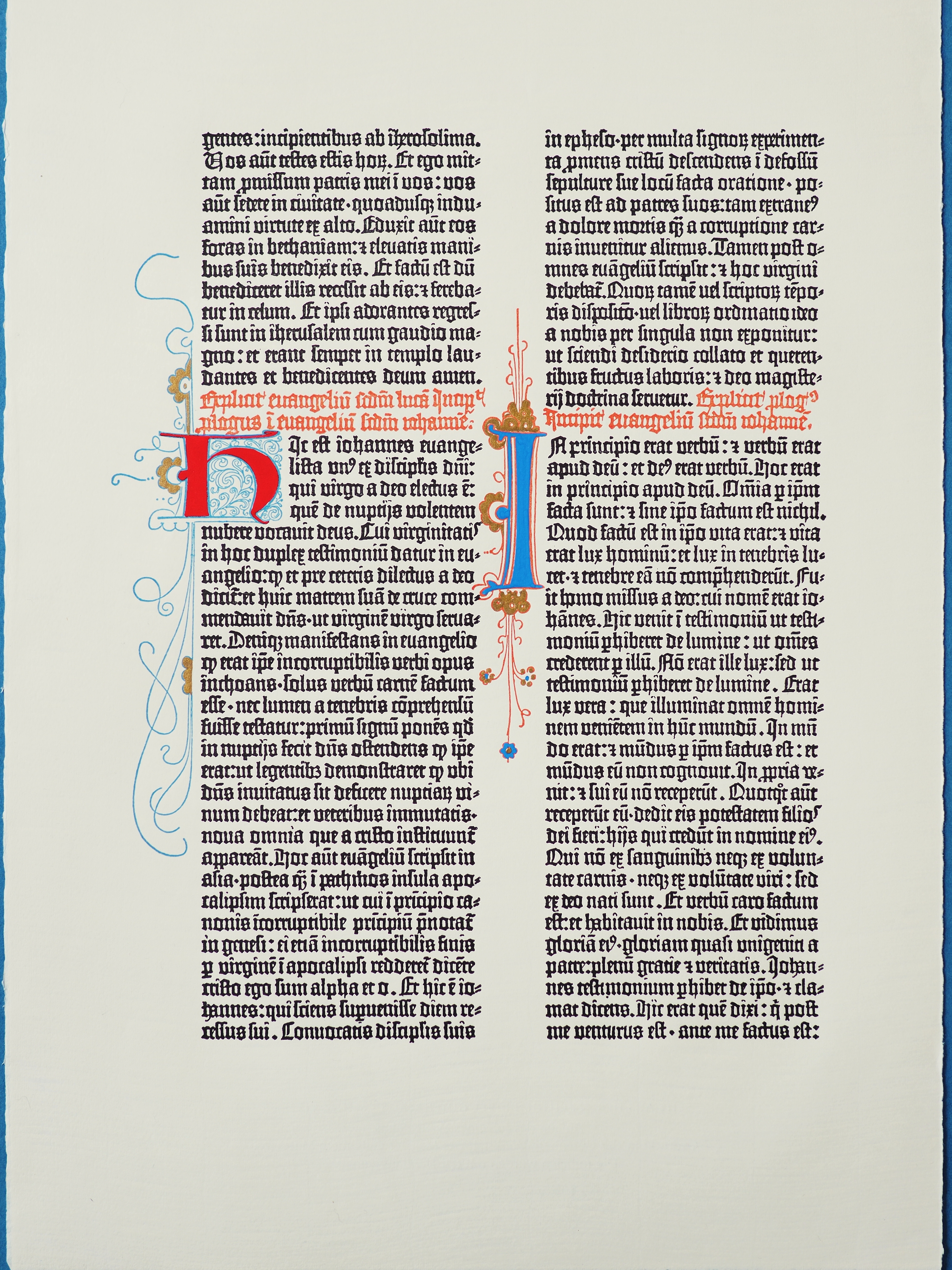
在博物馆印刷的古腾堡圣经的一页

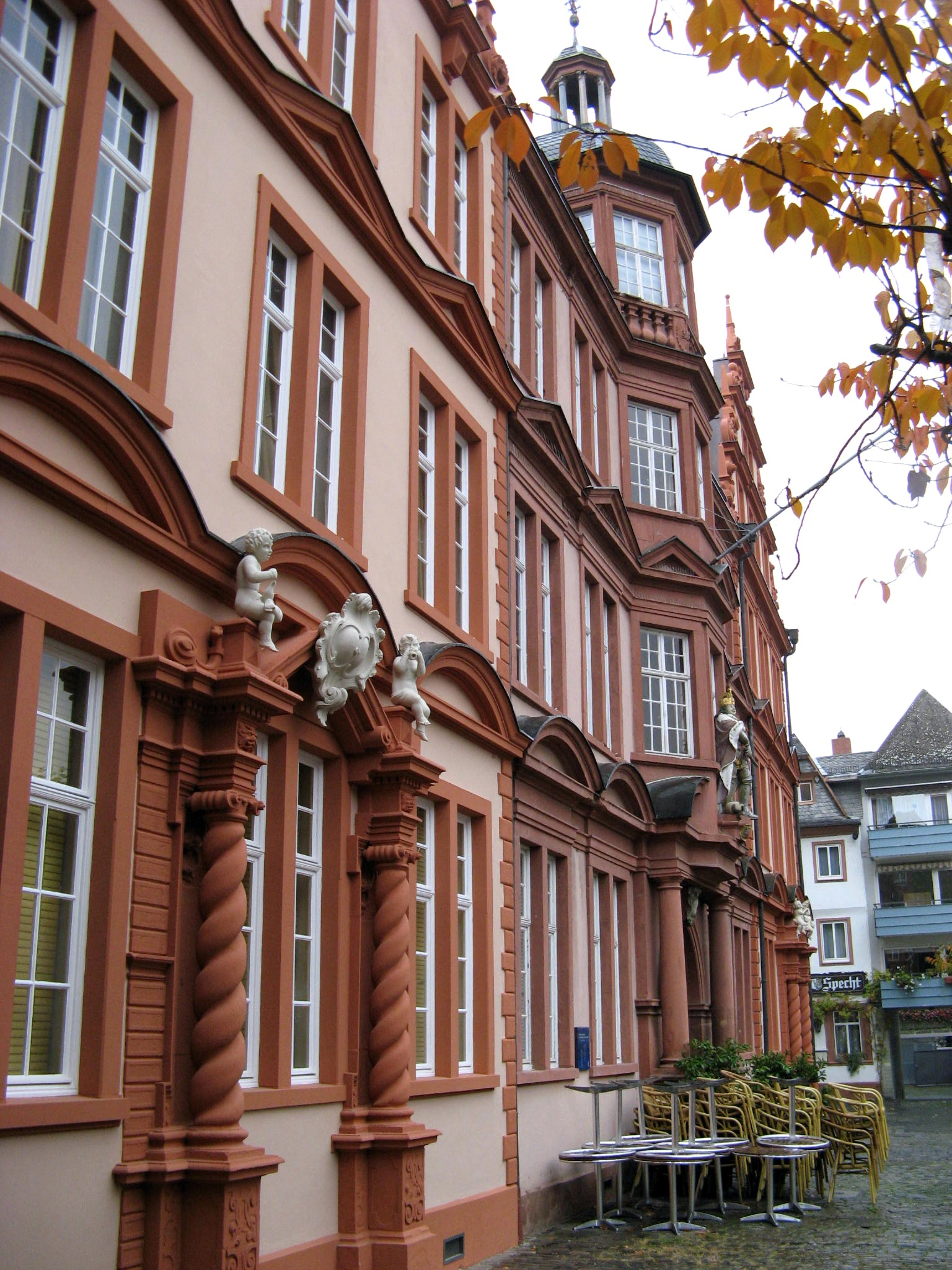
古腾堡博物馆的一角

古腾堡博物馆(英文：Gutenberg Museum）是世界上最古老的印刷博物馆之一，位于德国美因茨旧城区的大教堂对面。它以西欧金属活字印刷术的发明者约翰内斯·古腾堡命名。馆藏包括印刷设备和来自多种文化的印刷材料实例。

## 历史
博物馆建立于1900年，目的是纪念约翰内斯·古腾堡，并向广大公众展示他的技术和艺术成就。博物馆还旨在展示來自不同文化的印刷品和手寫作品。
出版商、印刷机制造商和印刷厂向該博物館捐赠了书籍、设备和机器。一開始博物馆是市图书馆的一部分，所以該博物館有不少書籍來自於市图书馆。参观者可以看到近500年来的书籍印刷品及相关研究。随着时间的推移，博物馆的展覽還扩展到印刷技术、书籍艺术、印刷品和藏书票、图形和海报、纸张、世界各地写作历史和现代艺术家书籍等內容。
古腾堡博物馆最初位於美茵茨選帝侯宮的两个房间内，那里也是城市图书馆的所在地。后于1912年搬入新图书馆大楼。同年，即1925年，古腾堡工作室重建，并很快成为博物馆的主要景点之一。现在可以直观地展示字体创建、排版和印刷。根据15世纪和16世纪的木刻版重建的古腾堡印刷机复制品被证明是参观者非常感兴趣的对象，此后在世界各地的大量展览中展出。
1927年，博物馆得以迁入美因茨的Zum Römischen Kaiser大楼。现在，博物馆的行政部门、修复工作坊、图书馆、古腾堡协会和美因茨市议员的住所都设在这里。文艺复兴晚期的建筑在1945年遭到严重轰炸；博物馆的物品被存放在一个安全的地方，因此完好无损。1962年，Römischer Kaiser的修复工作已经完成。一座新的、现代化的展览大楼也在曾经矗立着英格兰国王招待所的地方落成。

## 藏品收购与扩建
博物馆在接下来的几年里进行了几项重要的收购，其中包括第二本古腾堡圣经、两卷的舒克堡圣经（1978年）和两本使用木版印刷的木版书，如今极为罕见。另一个重大变化是1989年博物馆教育部门的引入。2000年，旧博物馆建筑得到修复和扩建。

## 展览

### 藏书票收藏
古腾堡博物馆收藏的藏书票是德国最全面的公共收藏，也是世界上最重要的藏品之一。该收藏始于20世纪中叶，当时仅有几十份藏书票，到1963年，当时最重要的藏书票收藏家之一威利-特罗普捐赠了大约5万份藏书票，藏品数量大增。该系列包含属于查尔斯·林德伯格、阿尔伯特·爱因斯坦、查尔斯·狄更斯、富兰克林·D·罗斯福和阿道夫·希特勒等著名和臭名昭著的人物的藏书票。如今，藏书票数量约为100,000个。

### 印刷图
古腾堡博物馆收藏了大量印刷图，其中包括对印刷机和技术插图的描绘以及代表各种技术的艺术家的印刷品。这些藏品在博物馆永久陈列的不同位置展出，还包括数以千计的储存版画，可以通过向博物馆提出要求后预约观看。

### 小型印刷品
Mainzer Minipressen-Archiv是一个專門收藏小型印刷厂和出版商出版的文学作品的展覽。藏品中的书籍、杂志、录像、海报、传单和传单很多都来自欧洲各地的小印刷厂。